# 500 km Silverstona 1992
500 km Silverstona 1992 je bila druga dirka Svetovnega prvenstva športnih dirkalnikov v sezoni 1992. Odvijala se je 10. maja 1992.

## Rezultati
| Poz    | Razred  | Št | Moštvo                  | Dirkača                              | Šasija                     | Gume | Krogi |
| Poz    | Razred  | Št | Moštvo                  | Dirkača                              | Motor                      | Gume | Krogi |
| ------ | ------- | -- | ----------------------- | ------------------------------------ | -------------------------- | ---- | ----- |
| 1      | C1      | 1  | Peugeot Talbot Sport    | Yannick Dalmas Derek Warwick         | Peugeot 905 Evo 1B         | M    | 96    |
| 1      | C1      | 1  | Peugeot Talbot Sport    | Yannick Dalmas Derek Warwick         | Peugeot SA35 3.5L V10      | M    | 96    |
| 2      | C1      | 5  | Mazdaspeed              | Maurizio Sandro-Sala Johnny Herbert  | Mazda MXR-01               | M    | 94    |
| 2      | C1      | 5  | Mazdaspeed              | Maurizio Sandro-Sala Johnny Herbert  | Mazda (Judd) MV10 3.5L V10 | M    | 94    |
| 3      | FIA Cup | 22 | Chamberlain Engineering | Will Hoy Ferdinand de Lesseps        | Spice SE89C                | G    | 85    |
| 3      | FIA Cup | 22 | Chamberlain Engineering | Will Hoy Ferdinand de Lesseps        | Ford Cosworth DFZ 3.5L V8  | G    | 85    |
| 4      | FIA Cup | 29 | Team S.C.I.             | Ranieri Randaccio Stefano Sebastiani | Spice SE90C                | G    | 77    |
| 4      | FIA Cup | 29 | Team S.C.I.             | Ranieri Randaccio Stefano Sebastiani | Ford Cosworth DFR 3.5L V8  | G    | 77    |
| 5 DSQ† | C1      | 4  | Euro Racing             | Jésus Pareja Stefan Johansson        | Lola T92/10                | M    | 90    |
| 5 DSQ† | C1      | 4  | Euro Racing             | Jésus Pareja Stefan Johansson        | Judd GV10 3.5L V10         | M    | 90    |
| 6 DNF  | C1      | 7  | Toyota Team Tom's       | Geoff Lees Hitoshi Ogawa             | Toyota TS010               | G    | 55    |
| 6 DNF  | C1      | 7  | Toyota Team Tom's       | Geoff Lees Hitoshi Ogawa             | Toyota RV10 3.5L V10       | G    | 55    |
| 7 DNF  | C1      | 3  | Euro Racing             | Cor Euser Charles Zwolsman           | Lola T92/10                | M    | 29    |
| 7 DNF  | C1      | 3  | Euro Racing             | Cor Euser Charles Zwolsman           | Judd GV10 3.5L V10         | M    | 29    |
| 8 DNF  | C1      | 2  | Peugeot Talbot Sport    | Philippe Alliot Mauro Baldi          | Peugeot 905 Evo 1B         | M    | 26    |
| 8 DNF  | C1      | 2  | Peugeot Talbot Sport    | Philippe Alliot Mauro Baldi          | Peugeot SA35 3.5L V10      | M    | 26    |
| 9 DNF  | FIA Cup | 21 | Action Formula          | Luigi Taverna Alessandro Gini        | Spice SE90C                | G    | 25    |
| 9 DNF  | FIA Cup | 21 | Action Formula          | Luigi Taverna Alessandro Gini        | Ford Cosworth DFR 3.5L V8  | G    | 25    |
| 10 DNF | C1      | 8  | Toyota Team Tom's       | Jan Lammers Andy Wallace             | Toyota TS010               | G    | 9     |
| 10 DNF | C1      | 8  | Toyota Team Tom's       | Jan Lammers Andy Wallace             | Toyota RV10 3.5L V10       | G    | 9     |
| 11 DNF | FIA Cup | 25 | G.S.R. GmbH             | Almo Coppelli Frank Kraemer          | Gebhardt C91               | G    | 2     |
| 11 DNF | FIA Cup | 25 | G.S.R. GmbH             | Almo Coppelli Frank Kraemer          | Ford Cosworth DFR 3.5L V8  | G    | 2     |
| DNS    | C1      | 9  | British Racing Motors   | Harri Toivonen Wayne Taylor          | BRM P351                   | G    | -     |
| DNS    | C1      | 9  | British Racing Motors   | Harri Toivonen Wayne Taylor          | BRM (Weslake) 3.5L V12     | G    | -     |

- † - #4 Euro Racing je bil diskvalificiran zaradi nelegalnega goriva.

## Statistika
- Najboljši štartni položaj - #1 Peugeot Talbot Sport - 1:24.421
- Najhitrejši krog - #1 Peugeot Talbot Sport - 1:29.043
- Povprečna hitrost - 197.405km/h